# مطار تشاتراباتي شيفاجي الدولي
مطار شاتراباتي شيفاجي ماهراج الدولي (إياتا: BOM، إيكاو: VABB) هو مطار دولي يخدم مومباي ومنطقة مومباي الحضرية (MMR). وهو ثاني أكثر المطارات ازدحامًا في البلاد من حيث إجمالي حركة الركاب الدولية بعد دلهي، وكان المطار الرابع عشر الأكثر ازدحامًا في آسيا والمطار الحادي والأربعين الأكثر ازدحامًا في العالم من حيث حركة المسافرين في السنة المالية 2019. مسمى المطار على اسم الأمير شيفاجي.

## شركات الطيران والوجهات

### الركاب
| شركـات طيـران                     | الوجهات |
| --------------------------------- | --- |
| العربية للطيران                   | مطار أبو ظبي الدولي، مطار الشارقة الدولي |
| طيران كندا                        | موسمي: مطار لندن هيثرو، مطار تورونتو بيرسون الدولي |
| الخطوط الجوية الفرنسية            | مطار باريس شارل ديغول |
| طيران الهند                       | مطار أبو ظبي الدولي، مطار سردار فالابهبهاي باتل الدولي، Amritsar، مطار أورانجاباد ‏، مطار البحرين الدولي، مطار كيمبيغودا الدولي، مطار سوفارنابومي الدولي، Bhopal، مطار تشيناي الدولي، مطار كويمباتور الدولي، مطار باندارنيك الدولي، مطار الملك فهد الدولي، مطار أنديرا غاندي الدولي، مطار حمد الدولي، مطار دبي الدولي، مطار غوا الدولي، مطار راجيف غاندي الدولي، Indore، مطار جايبور الدولي، مطار جام نجر ‏، مطار جودبور ‏، مطار كوتشين، مطار نيتاجي سوبهاس شاندرا بوس الدولي، مطار الكويت الدولي، مطار لندن هيثرو، مطار تشودري تشاران سينغ، مطار فيلانا الدولي، مطار مانغلور الدولي ‏، مطار مسقط الدولي، مطار د. باباساحب أمبدكار الدولي، مطار نيوآرك ليبرتي الدولي، مطار جون إف كينيدي الدولي، Patna، مطار بوني الدولي، مطار راجكوت ‏، مطار الملك خالد الدولي، مطار سان فرانسيسكو الدولي، مطار شانغي سنغافورة، مطار تريفاندروم الدولي، Udaipur، مطار فادودارا ‏، مطار لال بهادور شاستري الدولي، مطار فشاكاباتنم ‏ |
| طيران الهند إكسبريس               | مطار الشارقة الدولي |
| طيران موريشيوس                    | مطار سير سيووساغور رامغولام الدولي |
| إير بيس                           | مطار مورتالا محمد الدولي |
| طيران سيشل                        | مطار سيشل الدولي |
| الخطوط الجوية التنزانية           | مطار جوليوس نيريري |
| طيران أسيا الهند                  | مطار كيمبيغودا الدولي، Bhubaneswar، مطار غوا الدولي، مطار جايبور الدولي، مطار تشودري تشاران سينغ، Ranchi |
| Akasa Air                         | مطار سردار فالابهبهاي باتل الدولي، مطار باجدوجرا، مطار كيمبيغودا الدولي، مطار تشيناي الدولي، مطار أنديرا غاندي الدولي، Goa–Mopa، مطار راجيف غاندي الدولي، Guwahati، مطار كوتشين، مطار نيتاجي سوبهاس شاندرا بوس الدولي (تنتهي في 28 يونيو 2023)، مطار تشودري تشاران سينغ، مطار لال بهادور شاستري الدولي |
| Alliance Air ‏                     | مطار بهافا نجر ‏، Bhuj، Diu، مطار غوا الدولي، Keshod، Sindhudurg |
| خطوط كل اليابان الجوية            | مطار ناريتا الدولي |
| الخطوط الجوية الأذربيجانية        | موسمي: مطار حيدر علييف الدولي |
| باتيك إير ماليزيا                 | مطار كوالالمبور الدولي |
| الخطوط الجوية البريطانية          | مطار لندن هيثرو |
| كاثي باسيفيك                      | مطار هونغ كونغ الدولي |
| مصر للطيران                       | مطار القاهرة الدولي |
| إل عال                            | مطار بن غوريون الدولي (تستأنف 29 أكتوبر 2023) |
| طيران الإمارات                    | مطار دبي الدولي |
| الخطوط الجوية الإثيوبية           | مطار أديس أبابا بولي الدولي |
| الاتحاد للطيران                   | مطار أبو ظبي الدولي |
| فين إير                           | مطار هلسنكي فانتا (تنتهي في 30 يوليو 2023) |
| فلاي بغداد                        | مطار بغداد الدولي، مطار النجف الدولي |
| فلاي دبي                          | مطار دبي الدولي |
| طيران ناس                         | مطار الملك فهد الدولي، مطار الملك خالد الدولي |
| طيران الخليج                      | مطار البحرين الدولي |
| خطوط إنديقو                       | مطار أبو ظبي الدولي، مطار أغرة ‏، مطار سردار فالابهبهاي باتل الدولي، Amritsar، مطار أورانجاباد ‏، مطار باجدوجرا، مطار البحرين الدولي، مطار كيمبيغودا الدولي، مطار سوفارنابومي الدولي، مطار بريلي ‏، Bhopal، Bhubaneswar، Chandigarh، مطار تشيناي الدولي، مطار كويمباتور الدولي، مطار باندارنيك الدولي، مطار الملك فهد الدولي، مطار دهرادون ‏، مطار أنديرا غاندي الدولي، مطار شاه جلال الدولي، مطار ديبروجاره ‏، مطار حمد الدولي، مطار دبي الدولي، مطار نذر الإسلام ‏ (تبدأ في 1 يوليو 2023)، مطار غوا الدولي، Goa–Mopa، Gorakhpur، Guwahati، مطار قاليور ‏، مطار هوبلي، مطار راجيف غاندي الدولي، Imphal، Indore، مطار إسطنبول الدولي، Itanagar، مطار جبلبور ‏، مطار جايبور الدولي، مطار جامو ‏، مطار الملك عبد العزيز الدولي، مطار جودبور ‏، Kannur (تستأنف 1 يوليو 2023)، مطار كانبور ‏، مطار تريبوفان الدولي، مطار كوتشين، مطار نيتاجي سوبهاس شاندرا بوس الدولي، مطار كاليكوت الدولي، مطار الكويت الدولي، Leh، مطار تشودري تشاران سينغ، مطار فيلانا الدولي، مطار مانغلور الدولي ‏، مطار مسقط الدولي، مطار د. باباساحب أمبدكار الدولي، مطار جومو كينياتا الدولي (تبدأ في 5 August 2023)، Patna، Phuket، Port Blair ‏ (تبدأ في 1 أكتوبر 2023)، مطار الله أباد ‏، مطار سوامي فيفي كاناندا ‏، مطار راجكوت ‏، Ranchi، مطار رأس الخيمة الدولي، مطار الملك خالد الدولي، مطار الشارقة الدولي، Silchar، مطار شانغي سنغافورة، مطار تريفاندروم الدولي، Udaipur، مطار فادودارا ‏، مطار لال بهادور شاستري الدولي، مطار فشاكاباتنم ‏ |
| الخطوط الجوية الإيرانية           | مطار الإمام الخميني الدولي |
| الخطوط الجوية العراقية            | مطار بغداد الدولي، مطار النجف الدولي |
| طيران الجزيرة                     | مطار الكويت الدولي |
| الخطوط الجوية الكينية             | مطار جومو كينياتا الدولي |
| الخطوط الجوية الملكية الهولندية   | مطار سخيبول أمستردام |
| الخطوط الجوية الكويتية            | مطار الكويت الدولي |
| خطوط لوت الجوية البولندية         | مطار وارسو فريدريك شوبان |
| لوفتهانزا                         | مطار فرانكفورت، مطار ميونخ الدولي |
| الخطوط الجوية الماليزية           | مطار كوالالمبور الدولي |
| الخطوط الجوية النيبالية           | مطار تريبوفان الدولي |
| الطيران العماني                   | مطار مسقط الدولي |
| الخطوط الجوية القطرية             | مطار حمد الدولي |
| الخطوط الجوية الرواندية           | مطار كيغالي الدولي، مطار موي الدولي |
| الخطوط السعودية                   | مطار الملك عبد العزيز الدولي، مطار الملك خالد الدولي موسمي: مطار الأمير محمد بن عبد العزيز الدولي |
| الخطوط الجوية السنغافورية         | مطار شانغي سنغافورة |
| سبايس جيت                         | مطار باجدوجرا، مطار كيمبيغودا الدولي، مطار بهافا نجر ‏، Darbhanga، مطار أنديرا غاندي الدولي، مطار دبي الدولي، مطار نذر الإسلام ‏، مطار غوا الدولي (تستأنف 1 يوليو 2023)، Goa–Mopa، Gorakhpur، Guwahati (تستأنف 1 يوليو 2023)، مطار قاليور ‏، مطار راجيف غاندي الدولي، مطار الملك عبد العزيز الدولي، Kandla، مطار نيتاجي سوبهاس شاندرا بوس الدولي، Tirupati موسمي: Jaisalmer، Leh، مطار الملك خالد الدولي، Srinagar، Udaipur |
| الخطوط الجوية السريلانكية         | مطار باندارنيك الدولي |
| Star Air ‏                         | Belgaum، مطار كولهابور ‏ |
| الخطوط الجوية الدولية السويسرية   | مطار زيورخ الدولي |
| الخطوط الجوية الدولية التايلاندية | مطار سوفارنابومي الدولي |
| Thai Lion Air                     | مطار دون موينغ |
| الخطوط الجوية التركية             | مطار إسطنبول الدولي |
| خطوط فيت جيت                      | مطار نوي باي الدولي، مطار تان سون نهات الدولي موسمي: مطار دا نانغ الدولي، مطار فو كوك الدولي |
| الخطوط الجوية الفيتنامية          | مطار نوي باي الدولي، مطار تان سون نهات الدولي |
| خطوط فيرجن أتلانتيك الجوية        | مطار لندن هيثرو |
| فيستارا                           | مطار أبو ظبي الدولي، مطار سردار فالابهبهاي باتل الدولي، مطار كيمبيغودا الدولي، مطار سوفارنابومي الدولي، Bhubaneswar، Chandigarh، مطار تشيناي الدولي، مطار كويمباتور الدولي، مطار باندارنيك الدولي، مطار الملك فهد الدولي، مطار دهرادون ‏، مطار أنديرا غاندي الدولي، مطار شاه جلال الدولي، مطار دبي الدولي، مطار غوا الدولي، Goa–Mopa، مطار راجيف غاندي الدولي، مطار جايبور الدولي، مطار الملك عبد العزيز الدولي، مطار تريبوفان الدولي، مطار كوتشين، مطار نيتاجي سوبهاس شاندرا بوس الدولي، مطار لندن هيثرو، مطار فيلانا الدولي، مطار سير سيووساغور رامغولام الدولي، مطار مسقط الدولي، مطار شانغي سنغافورة، Srinagar، مطار تريفاندروم الدولي، Udaipur، مطار لال بهادور شاستري الدولي |
| الخطوط الجوية اليمنية             | مطار عدن الدولي |

### الشحن
| شركـات طيـران            | الوجهات |
| ------------------------ | --- |
| AeroLogic                | مطار فرانكفورت، مطار نوي باي الدولي |
| Aerotranscargo           | مطار هونغ كونغ الدولي، مطار ميونخ الدولي |
| Amazon Air               | مطار كيمبيغودا الدولي، مطار أنديرا غاندي الدولي، مطار راجيف غاندي الدولي |
| Blue Dart Aviation       | مطار سردار فالابهبهاي باتل الدولي، مطار كيمبيغودا الدولي، مطار أنديرا غاندي الدولي، مطار راجيف غاندي الدولي |
| كاثي باسيفيك             | مطار سخيبول أمستردام، مطار سوفارنابومي الدولي، مطار تشيناي الدولي، مطار فرانكفورت، مطار هونغ كونغ الدولي، مطار لندن هيثرو، مطار مالبينسا، مطار باريس شارل ديغول                                                      |
| الخطوط الجوية الصينية    | مطار سخيبول أمستردام، مطار تايوان تاويوان الدولي |
| CMA CGM Air Cargo        | مطار باريس شارل ديغول |
| دي إتش إل للطيران        | مطار فرانكفورت، مطار راجيف غاندي الدولي |
| الإمارات للشحن الجوي     | مطار سوفارنابومي الدولي، مطار آل مكتوم الدولي |
| الخطوط الجوية الإثيوبية  | مطار أديس أبابا بولي الدولي، مطار قوانغتشو باييون الدولي، مطار شيامن قاوتشي الدولي |
| فيديكس إكسبرس            | مطار كيمبيغودا الدولي، مطار سوفارنابومي الدولي، مطار دبي الدولي، مطار قوانغتشو باييون الدولي، مطار فرانكفورت هان، مطار هونغ كونغ الدولي، مطار مالبينسا، مطار ممفيس الدولي، مطار باريس شارل ديغول، مطار ناريتا الدولي |
| الخطوط الجوية الجورجية   | مطار حيدر علييف الدولي |
| خطوط إنديقو              | مطار أنديرا غاندي الدولي، مطار نيتاجي سوبهاس شاندرا بوس الدولي، مطار رأس الخيمة الدولي، مطار الشارقة الدولي |
| لوفتهانزا للشحن          | مطار ألماتي الدولي، مطار سوفارنابومي الدولي، مطار كولونيا بون الدولي، مطار فرانكفورت، مطار نوي باي الدولي، مطار هونغ كونغ الدولي، مطار راجيف غاندي الدولي، مطار كراسنويارسك الدولي، مطار لايبزيغ هاله،               |
| MASkargo                 | مطار كوالالمبور الدولي |
| الخطوط الجوية القطرية    | مطار حمد الدولي، مطار ماكاو الدولي |
| الخطوط السعودية للشحن    | مطار الملك فهد الدولي، مطار الملك عبد العزيز الدولي، مطار الملك خالد الدولي |
| خطوط سيتشوان الجوية      | مطار تشنغدو شوانغليو الدولي |
| Silk Way West Airlines   | مطار حيدر علييف الدولي |
| Singapore Airlines Cargo | مطار سخيبول أمستردام، مطار بروكسل الدولي، مطار شانغي سنغافورة |
| سبايس جيت                | مطار أنديرا غاندي الدولي، مطار نيتاجي سوبهاس شاندرا بوس الدولي، مطار رأس الخيمة الدولي، مطار شانغي سنغافورة |
| الخطوط الجوية التركية    | مطار حمد الدولي، مطار آل مكتوم الدولي، مطار نوي باي الدولي، مطار إسطنبول الدولي |
| YTO Cargo Airlines       | مطار كونمينغ جانغشوي الدولي، مطار نانينغ الدولي |